# شاخدار
شاخدار، روستایی از توابع بخش آبگرم شهرستان آوج در استان قزوین ایران است. مردم روستای شاخدار، مانند دیگر قسمت‌های شهرستان آوج به زبان ترکی سخن می‌گویند و مسلمان شیعه هستند.

## جمعیت
این روستا در بخش آبگرم قرار دارد و براساس سرشماری مرکز آمار ایران در سال ۱۳۸۵، جمعیت آن ۶۳۶ نفر (۱۵۷خانوار) بوده است.